# 珍妮特·麦克蒂尔
珍妮特·麦克蒂尔（英語：Janet McTeer，1961年8月5日—）是一名英国女演员。曾获得金球奖最佳音乐及喜剧类电影女主角。
麥克蒂爾在皇家戲劇藝術學院開始了她的職業培訓，之後因在舞台和銀幕上扮演古裝劇和現代劇中的不同角色而贏得讚譽。 她獲得了無數榮譽，包括東尼獎、勞倫斯·奧立佛獎、金球獎，以及奧斯卡金像獎和黃金時段艾美獎之提名。2008 年，她因在戲劇方面的貢獻而被女王伊丽莎白二世授予大英帝國勳章。